# Ràbia Positiva
Ràbia Positiva va ser un grup de hardcore punk nascut a mitjans de 1993 al barri de Sants de Barcelona.
Al llarg de la seva trajectòria musical, Ràbia Positiva es va caracteritzar per l'energia de les seves actuacions en directe i per l'activisme i el compromís amb els moviments socials, emprant la música «com a missatge i eina de transformació social».

## Membres
- David Vázquez: veu
- Kike Guia: bateria
- Pere Altisench: guitarra
- Gregor Barba: guitarra
- Ramon Campa: baix

## Discografia

### Àlbums
- 1995 - La voz de la discordia (maqueta, Tralla Records)
- 1998 - Tiempo al tiempo (Tralla Records)
- 2000 - A volar! (Tralla Records)[6]
- 2002 - Paraules (Propaganda pel fet!)
- 2005 - Un altre camí (Propaganda pel fet!)
- 2009 - Una cançoneta i mo n'anem (EP, Carnús Records)

### Compartits
- 1994: ... la Tràskula zine K7
- 1997: Continuem avançant (El Oso Yonki et al., CSOA Hamsa)
- 2005: ¡Ahora y siempre! (amb DeCore)
- 2007: La lluita continua (Habeas Corpus et al., A Les Trinxeres)

### Compilacions
- 2008 - Sentiment, compromís i acció! (Kasba Music)